# Malteški viteški red
Malteški viteški red, znan tudi kot red sv. Janeza Krstnika, njegovi člani pa »ivanovci« ali »hospitalci«, je krščanski viteški red, ki ga je leta 1048 v Jeruzalemu ustanovila bratovščina bolničarjev.
Kmalu potem, ko so zahodnoevropski kristjani v prvi križarski vojni leta 1099 osvojili Jeruzalem, je bratovščina sv. Janeza Krstnika postala vojaški red in skrb za bolne zamenjala z vojskovanjem za obrambo Svete dežele. Novoustanovljeni red sv. Janeza Krstnika je 13. februarja 1113 s svojo bulo potrdil papež Pashal II.
Ko so muslimani leta 1187 ponovno osvojili Sveto deželo, so se vitezi reda morali umakniti najprej v Ako, leta 1291 na Ciper, zatem leta 1310 na Rodos, leta 1530 pa na Malto, kjer jim je cesar Karel V. odobril sedež velikega mojstra in priznal suverenost. Po Napoleonovem zavzetju Malte so  sedež reda leta 1836 prestavili v Rim.

## Zgodovina
Opat Probus je leta 600 dobil od papeža pooblastilo, da v Jeruzalemu zgradi bolnišnico, v kateri bi zdravili in skrbeli za romarje v Sveti deželi. Leta 800 je dal frankovski cesar Karel Veliki probusovo bolnišnico razširiti in ji dodal knjižnico. Kakšnih dvesto let kasneje, leta 1005, je dal kalif Al-Hakim bi-Amr Alah bolnišnico v Jeruzalemu porušiti.

### Ustanovitev reda
Okoli leta 1048 so trgovci iz Amalfija v južni Italiji od egiptovskega kalifa Ali az-Zahirja pridobili dovoljenje da bolnišnico ponovno zgradijo, ter skrbijo za romarje, ne glede na njihovo versko pripadnost. Samostanski kompleks v Jeruzalemu, s cerkvijo in bolnišnico, so posvetili sv. Janezu Krstniku, sprva so delovali v okviru benediktinskega reda.
Katoliški viteški red je po prvi križarski vojni ustanovil blaženi brat Gerard (Gerard Sasso, okoli 1040–1120), ki je postal prvi veliki mojster.
Novoustanovljeni red je leta 1113 s papeško bulo potrdil papež Pashal II. stroške za vzdrževanje reda pa je prevzelo predvsem Jeruzalemsko kraljestvo. Gerardov naslednik Rajmund du Puy je v bližini bazilike Svetega groba v Jeruzalemu ustanovil večjo bolnišnico. Red, ki je sprva skrbel samo za bolne romarje, je kmalu skrbel tudi za njihovo oboroženo spremstvo in kasneje tudi za obrambo Jeruzalemskega kraljestva. Red sv. Janeza Krstnika in templjarji, ki so bili ustanovljeni leta 1119, so kmalu postali najmočnejši krščanski organizaciji v Sveti deželi. 
Do sredine 12. stoletja se je red razdelil na tri veje: redovnike-vojake, duhovnike-redovne kaplane in brate-bolničarje. Red je bil uradno še vedno cerkveni red in je od papeža dobil številne privilegije: podrejen je bil izključno papežu, ni plačeval davkov in je lahko posedoval svoje verske objekte. Poleg verskih objektov so hospitalci in templjarji v Sveti deželi zgradili tudi mnogo pomembnih vojaških utrdb. V času, ko je bilo Jeruzalemsko kraljestvo na višku moči, so hospitalci posedovali sedem velikih utrdb in 140 drugih posesti. Največji utrdbi, na katerih je slonela moč Kneževine Antiohije, sta bili Krak des Chevaliers in Margat. Njihova posest je bila razdeljena na redovne konvente in manjše upravne enote, imenovane komende. Komendo je vodil komendator, več komend pa je bilo združenih v balijo, ki jo je vodil bali. Njihov zaščitnik je bil tudi cesar Svetega Rimskega cesarstva Friderik I. Barbarossa in leta 1185 jim je tudi on podelil številne privilegije.

### Vitezi Cipra in Rodosa
2. oktobra 1187 je Jeruzalem po 88 letih krščanske vladavine ponovno osvojila muslimanska vojska sultana Saladina. Po dokončnem padcu Jeruzalemskega kraljestva so se vitezi reda umaknili v Grofijo Tripoli, po padcu Akona leta 1291 pa na otok Ciper. Na Cipru so se začeli zapletati v lokalno politiko, zato je veliki mojster Janez iz Villiersa sklenil zanje poiskati trajno domovanje in izbral otok Rodos. Njegov naslednik Fulk Villaretski je njegov načrt izpolnil: po več kot dveh letih vojskovanja se jim je Rodos vdal. Poleg Rodosa so v svojo posest dobili tudi številne sosednje otoke in pristanišči Bodrum in Castelorizo na anatolski obali. 
Leta 1312 so viteški red templjarjev razpustili in velik del njihovega premoženja prenesli na red sv. Janeza Krstnika. Premoženje reda je bilo po narodnostih razdeljeno na osem lož: aragonsko, overnijsko, kastiljsko, angleško, francosko, nemško, italijansko in provansalsko. Vsaka loža je imela svojega predstojnika - priorja. Če je bilo v loži več priorjev, je ložo vodil veliki prior. Na Rodosu in kasneje na Malti je viteze posamezne lože vodil bali. 
Na Rodosu so vitezi reda postali znani kot Rodoški vitezi. Postali so zelo  militantni in se bojevali predvsem z berberskimi gusarji. V 15. stoletju so vzdržali dve invaziji: prvič jih je leta 1444 napadel egiptovski sultan, drugič pa leta 1480 osmanski sultan Mehmed II. Po osvojitvi Konstantinopla so postali vitezi reda glavni cilj osmanskih napadov. Leta 1494 so na polotoku v Halikarnasu (današnji Bodrum) zgradili trdnjavo. Za gradivo su uporabili delno porušen Mavzolov mavzolej, ki je bil eden od sedmih čudes antičnega sveta.
Decembra 1522 je trdnjavo napadlo 400 ladij pod poveljstvom sultana Sulejmana Veličastnega, s katerih se je izkrcalo 200.000 vojakov. Trdnjavo je branil veliki mojster Philippe Villiers de L'Isle-Adam s 7.000 vitezi. Obleganje je trajalo šest mesecev, potem pa so se poraženi branilci s sultanovim dovoljenjem umaknili na Sicilijo.

### Vitezi Malte
Po porazu in umiku z Rodosa so se vitezi reda sedem let selili po Evropi, leta 1530 pa jim je dal kralj Karel V. v trajni fevd otoka Malta in Gozo. 
Po krščanski zmagi nad osmansko floto v bitki pri Lepantu leta 1571 so vitezi reda nadaljevali z napadi na pirate in muslimanske trgovske ladje.

### Nemiri v Evropi
Ko sta se v Evropi začela širiti protestantizem in egalitarizem, je začel red izgubljati svoje posesti. Leta 1540 so zasegli njegovo premoženje v Angliji, leta 1577 pa je v protestantizem prestopila nemška balija Brandenburg, ki je redu kljub temu plačevala dajatve vse do leta 1812. Vitezi reda so kljub temu ohranili velik vpliv v ruski carski vojni mornarici in mornarici francoskega kraljestva. Po Francoski revoluciji, je nova oblast, ostro naperjena proti aristokraciji in cerkvi, 11. avgusta 1789 z dekretom razpustila fevdalizem in razlastila tudi cerkvene redove, med njimi tudi malteške viteze. Njihovi materialni viri v Franciji so za vedno presahnili.

### Izguba Malte
12. junija 1798 je Napoleon na vojnem pohodu v Egipt z zvijačo zasedel Malto. Malteške viteze je zaprosil za varno pristanišče, v katerem bi lahko oskrbel svoje ladje, ko so njegove ladje pristale v Valletti, pa se je obrnil proti svojim gostiteljem in otočje zavzel. 
Vitezi so se po umiku z Malte razkropili po Evropi, največje število vitezov je našlo zatočišče v Sankt-Peterburgu, kjer jih je toplo sprejel ruski car Peter I., z željo, da bi okrepil tradicijo ruskih vitezov reda. Red je uvrstil med ruske cesarske redove, vitezi so ga v zameno izvolili za svojega velikega mojstra. Car je kot veliki mojster nato v Rusiji poleg rimskokatoliškega velikega redovnega konventa ustanovil še ruski veliki redovni konvent z nič manj kot 118 komendami. Rimskokatoliška cerkev njegove izvolitve nikoli ni priznala, zato je bil veliki mojster reda samo de facto, na pa tudi de iure.
V začetku 19. stoletja je red zaradi izgub posesti in s tem prihodkov po celi Evropi resno oslabel. Iz tradicionalnih evropskih virov je dotekalo samo še 10% dohodkov, ostalih 90% pa je do leta 1810 prispeval ruski veliki konvent. Posledica tega je bila, da so v obdobju od leta 1805 do 1879 redu vladali poročniki in ne veliki mojstri. Položaj velikega mojstra je ponovno ustanovil papež Leon XIII. leta 1879, red pa je postal zgolj humanitarna in verska in ne več vojaška organizacija.

## Plemiški naslovi velikega mojstra reda
Cesarja Rudolf II. in Ferdinand II. sta velikemu mojstru reda priznala plemiški naslov kneza svetega rimskega cesarstva in pripadajoče naslavljanje »visokost«. Leta 1630 je papež Urban VIII. k temu naslovu dodal naslov »eminenca«, s čimer so velikega mojstra reda po položaju izenačili s kardinali. Iz obeh plemiških naslovov je nato nastalo zelo nenavadno uradno naslavljanje »Njegova nadvse eminentna visokost«.

## Posesti reda na Slovenskem
Red je svoje priorate že v 12. stoletju ustanovil po vseh kraljestvih Evrope. O naselitvi malteškega reda pri nas ni natančnih podatkov. Za najstarejšo redovno posest na Slovenskem tako veljajo Melje pri Mariboru, v listinah se tamkajšnje posestvo prvič omenja leta 1217, delovalo je vse do leta 1800. Drugo najstarejšo in najdlje delujočo komendo predstavlja Komenda pri Kamniku (od 1256 do 1892), najmlajša pa je bila tista na Polzeli (1298), ki ji je v listinah moč slediti od 13. stoletja vse do prodaje v letu 1779. Vse tri naše komende so nastale ob pomembnih prometnih povezavah, saj sta tako oskrba popotnikov kot nega bolnikov spadali k osnovnemu poslanstvu reda. Za komende reda v Sloveniji je bilo značilno, da so imele razmeroma malo posest in s tem skromne letne dohodke, ki jim niso omogočali večje dobrodelne dejavnosti. Ob koncu 16. stoletja je pričel malteški red zaradi nerentabilnosti redovno posest oddajati v zakup. Ta je sicer prinašal rednejše dohodke, vendar tudi večjo škodo na posesti in stavbah. Komende so v 17. in 18. stoletju zašle v gospodarsko krizo, vse manjši dohodki in velike gospodarske obveznosti so prisilile predstojnike komend (komendatorje, komturje), k prodaji posesti.
Na Malteški viteški red spominjajo ime naselja Komenda ter gradova v Komendi in na Polzeli.

## Suvereni malteški viteški red
S prenehanjem delovanja redovnih komend se je za precej časa prekinila tudi vez med malteškim viteškim redom in slovenskim ozemljem. Suvereni malteški viteški red se je vrnil v Slovenijo šele po ustanovitvi samostojne države. Diplomatske odnose z Republiko Slovenijo je vzpostavil 5. junija 1992, s podpisom mednarodnega protokola. Sedanji akreditirani veleposlanik Suverenega malteškega viteškega reda, s sedežem v Ljubljani, je knez Mariano Hugo von Windisch-Graetz.